# Пелікан (фільм)
Пеліка́н (фр. Nicostratos le pélican) — французька кінодрама режисера Олів'є Орле. Головні ролі виконали Емір Кустуріца та Тібо Ле Геллек. Прем'єра відбулася у Франції 29 червня 2011 року.

## Сюжет
Чотирнадцятирічний хлопець Янніс живе з батьком Демосфеном на острівці Зора, де всі мешканці знають один одного. Три роки тому мати Янніса Антонія померла, від неї в хлопця залишився золотий натільний хрестик. Після цієї трагедії батько часто сварився з сином і став відлюдником. Демосфен проводив час в морі або в кафе свого товариша, Арістотеля. Янніс продавав сир, який вони виготовляли з молока кози Кітси.
Одного дня Янніс вирушив мопедом до міста, щоб продати капітанові човна ракію. Там він побачив дивного птаха, від якого неприємно пахло. Янніс знав, що капітан — не дуже добра людина, тому вирішив викупити птаха. За нього він віддав маминого золотого хрестика.
Пташеня оселилося в підвалі біля будинку Янніса. Хлопець приховував це від батька. В монастирі мешкав отець Козма, що знався на птахах. У пташені Янніса той упізнав рожевого пелікана. Монах похвалив Янніса за те, що він віддав річ за живу істоту.
Янніс назвав нового друга Нікостратосом на честь човна. Із часом коза Кіца призвичаїлася до нового мешканця, та коли птаха побачив Демосфен, він розлютився й прогнав істоту з будинку. Нікос став жити в печері неподалік. Янніс мріяв, аби той навчився літати — і одного дня він полетів.
Пелікана побачили мешканці острова, почали приїздити туристи. До Арістотеля з Афін приїхала його племінниця Ангелікі. Вона порадила Яннісу брати гроші за фотографії з дивовижним рожевим птахом. Янніс не хотів торгувати другом, адже гроші — не головне (перші зароблені 20 євро з'їла коза), проте їх родина перебувала в скруті. Завдяки туристам розвинувся бізнес Арістотеля, що почав продавати сувеніри з зображенням Нікоса.
На зароблені гроші Янніс та Ангелікі поїхали до Афін, де купили нового одягу. Вночі дівчина викупила в капітана човна хрестик Янніса. За це Янніс показав їй печеру, в якій мешкав Нікос.
Янніс розумів свою відповідальність перед птахом: Нікос звик до людей і перестав ловити рибу самотужки.
Після збору винограду Демосфен повернувся на рідний острів і побачив зміни, які були пов'язані з Нікосом. Це розлютило чоловіка. Янніс втік з дому до печери Нікоса.
Вранці птах полетів до магазинів. Ангелікі покликала його до себе, проте птаха збив автобус із туристами. Янніс хотів врятувати друга, проте батько сказав, що йому нічим не допоможеш.
Янніс не виходив із дому й навіть не хотів їсти. Кожного дня його навідувала Ангелікі. З часом хлопець почав помічати, що батько кудись втікає з дому. Прослідкувавши за ним, Янніс побачив свого птаха живим. Демосфен не хотів завчасно повідомляти про це синові.
На свято Демосфен, Янніс та Ангелікі показали здорового пелікана мешканцям острова. Ця історія вплинула на всіх них: Арістотель полюбив птаха, забувши про гроші, Янніс подорослішав. Хвороба й одужання Нікоса відновили родинні стосунки між Демосфеном та його сином.

## У головних ролях
- Емір Кустуріца — Демосфен Кузмановіч;
- Тібо Ле Геллек — Янніс, його 14-річний син;
- Франсуа-Ксав'є Демезон — Арістотель — товариш Демосфена, власник кафе;
- Жад-Роуз Паркер — Ангелікі, племінниця Арістотеля;
- Геннадіос Паціс — отець Козма;